# 대구예술대학교
대구예술대학교(大邱藝術大學校, Daegu Arts University)는 경상북도 칠곡군 가산면 다부리에 있는 4년제 사립대학교이다.
1992년 12월 학교법인 유신학원이 돈보스꼬 예술학교로 차준부가 설립한 대학이다. 1993년 대학졸업학력 인정학교로 지정되었고, 설립자 차준부가 초대학장으로 취임하였다. 1997년 대구예술대학교로 승격·개편되었다.
2009년 5월 현재 4개 학부, 9개 계열, 25개 전공으로 구성되어 있다. 부속기관으로 도서관, 기숙사인 백운생활관, 신문사, 방송국, 평생교육원이 있으며, 부설연구소로 문화예술연구소, 영상디자인센터, 학생생활연구소가 있다. 미국의 캘리포니아 대학교와 자매결연을 맺고 있으며 미상회, 토혼, 세심회 등 총 17개의 동아리가 활동 중이며 다양한 교내외 장학금이 있다.

## 같이 보기
- 대한민국의 교육